# Tack, min Gud, för att jag vaknar
Tack, min Gud, för att jag vaknar är en svensk psalm med text skriven 1969 av författaren Margareta Melin. Den publicerades första gången 1971 i Jag vill tala med Gud. Bönbok för små och stora. Musiken skrevs 1974 av kyrkomusikern Leif Lundberg. Texten bygger på Psaltaren 31:16-17 och Matteusevangeliet 6:9-10.

## Publikation
- Sionstoner (1972) som nummer 588.[1]
- EFS tillägg till Den svenska psalmboken (1986) som nummer 746b under rubriken "Dagens och årets tider: Morgon".
- Psalmer och Sånger 1987 som nummer 540 under rubriken "Dagens och årets tider: Morgon".[2]
- Segertoner 1988 som nummer 634 under rubriken "Tillsammans i världen - Tillsammans med barnen".[3]
- Verbums psalmbokstillägg 2003 som nummer 747 under rubriken "Dagens och årets tider: Morgon".[1]
- Kyrksång som nummer 114.[1]

### Fotnoter
1. 1 2 3 4  Karlsson, Karin (2019). Psalmernas väg. Kommentarer till text och musik i Den svenska psalmboken med tillägg samt Psalmer i 2000-talet. "4". Visby: Wessmans Musikförlag. sid. 66. Libris q1j17q8mn6hjtltg. ISBN 978-91-877-1069-8
2. ↑   Psalmer och sånger. Örebro: Libris. 1987. Libris 7623713. ISBN 91-7214-134-4
3. ↑  Heinerborg, Karl-Erik; Lennart Jernestrand (1988). Segertoner melodisångbok. Stockholm: Förlaget Filadelfia. Libris 911558